# Mary Anne O'Connor
Mary Anne O'Connor (nacida el 1 de octubre de 1953 en Bridgeport, Connecticut) es una exjugadora de baloncesto estadounidense. Consiguió 1 medalla de plata con Estados Unidos en los Juegos Olímpicos de Montreal 1976.